# Batman '66
Batman '66 è una serie a fumetti pubblicata dal 2013 al 2016 negli Stati Uniti d'America dalla DC Comics basata sulla serie televisiva degli anni sessanta dedicata a Batman e Robin. Grazie a questa serie fecero la loro prima apparizione nel mondo dei fumetti dei personaggi apparsi soltanto nella serie TV, tra cui Bookworm, il Menestrello, Sandman, Olga la Regina dei cosacchi, Zelda la Grande, Shame e Marsha la Regina dei diamanti.

## Storia editoriale
Nel 2013, la DC Comics iniziò la pubblicazione di Batman '66, che narra delle nuove storie originali ambientate nell'universo della serie TV degli anni 60. La serie era scritta da Jeff Parker e le copertine erano create da Mike Allred mentre i disegni di ogni singolo numero erano ogni volta di artisti differenti.
Nella serie appaiono anche dei personaggi mai apparsi nella serie TV (alcuni vennero creati dopo la chiusura della serie): nel n. 3 appaiono Cappuccio Rosso e Harley Quinn, nel n. 26 Poison Ivy, nel n. 27 Bane e nel n. 28 Spaventapasseri e Killer Croc. Inoltre, vennero creati nuovi veicoli e nuovi personaggi, tra cui il Bat-Jet, utilizzato per seguire Falsa Faccia sul Monte Rushmore, e un nuovo nemico chiamato Cleopatra.
La serie venne cancellata al n. 30 del febbraio 2016.
Nell'aprile 2014, i primi cinque numeri vennero raccolti in Batman '66 (Vol. 1); in seguito vennero pubblicati altri volumi di raccolta contenenti gli altri numeri. Nel giugno 2014 venne pubblicata la miniserie crossover in sei numeri Batman '66 e Green Hornet, scritta da Kevin Smith e Ralph Garman. Vennero, inoltre, pubblicati altri tre crossover con altrettante serie TV degli anni sessanta e settanta: Batman '66 Meets the Man From U.N.C.L.E. (crossover con la serie Organizzazione U.N.C.L.E.), Batman '66 Meets Steed and Mrs. Peel (crossover con Agente speciale) e Batman '66 Meets Wonder Woman '77 (crossover con la serie Wonder Woman, interpretata da Lynda Carter).

### Pubblicazione in Italia
La RW Edizioni ha pubblicato in Italia solamente le versioni tradotte dei volumi raccolta nella collana DC Warner. Nel 2017, La Gazzetta dello Sport ha iniziato la pubblicazione settimanale dei singoli numeri dei fumetti, sempre editi da RW Edizioni con etichetta RW Lion, assieme ai DVD della serie televisiva.